# Pontinus
Genre
Synonymes
- Nemapontinus Fowler, 1938[2]
- Pontius[2]
- Sebastoplus Gill, 1863[2]

Pontinus est un genre de poissons actinoptérygiens de la famille des scorpaenidés.

## Liste d'espèces
Selon Catalogue of Life (17 mars 2020) :
- Pontinus accraensis, Norman, 1935
- Pontinus castor, Poey, 1860
- Pontinus clemensi, Fitch, 1985
- Pontinus corallinus, A. Miranda-Ribeiro, 1903
- Pontinus furcirhinus, Garman, 1899
- Pontinus helena, Eschmeyer, 1965
- Pontinus kuhlii, S. Bowdich, 1825
- Pontinus leda, Eschmeyer, 1869
- Pontinus longispinis, Goode & TH Bean, 1896
- Pontinus macrocephalus, Sauvage, 1882
- Pontinus nematophthalmus, Günther, 1868
- Pontinus nigerimum, Eschmeyer, 1983
- Pontinus nigropunctatus, Günther, 1868
- Pontinus rathbuni, Goode & TH Bean, 1896
- Pontinus rhodochrous, Günther ,1872
- Pontinus sierra, CH Gilbert, 1890
- Pontinus strigatus, Heller & Snodgrass, 1903
- Pontinus tentacularis, Folwer, 1938
- Pontinus vaughani, Barnhart & CL Hubbs, 1946